# Epinette
Epinette, banda Chippewa Indijanaca koja je nekada živjela na sjevernoj obali jezera Superior, istočno od rijeke Michipicoten u Ontariju, Kanada. 
Spominje ih Dobbs u Hudson bay, 32, 1744.